# Diablo Cody
Brook Maurio (nascida Busey; Lemont, 14 de junho de 1978), mais conhecida como Diablo Cody, é uma roteirista e produtora norte-americana. É ganhadora do Oscar de melhor roteirista pelo seu roteiro para o filme Juno.

## Biografia
Após ter conhecido seu marido pela internet, Brook se mudou para Minnesota e se casou com Johnny. Ela virou stripper e atendente de tele-sexo. Logo depois escreveu sua biografia Candy Girl: A Year in the Life of an Unlikely Stripper (na tradução algo como "Garota Doce: Um Ano na Vida de uma Stripper Improvável"), e tornou-se um fenômeno em vendas, chamando a atenção de David Letterman. Em março de 2006 foi entrevistada por ele em seu programa.
Escreveu o roteiro de Juno, filme pelo qual foi indicada ao Globo de Ouro e ganhou o Oscar de melhor roteirista. A divisão da DreamWorks para televisão contratou Diablo para trabalhar ao lado de Steven Spielberg.
Diablo assina o roteiro e a produção executiva da série United States of Tara. Além disso, escreveu outro roteiro que foi filmado em 2009: Jennifer's Body.

## Filmografia

### Cinema
| Ano  | Filme               | Crédito                          | Notas | Ref.  |
| ---- | ------------------- | -------------------------------- | --- | ----- |
| 2007 | Juno                | Roteirista                       | Vencedora do Oscar de Melhor Roteiro Original Vencedora do BAFTA de Melhor Roteiro Original Indicada ao Golden Globen Award de Melhor Roteiro | [ 1 ] |
| 2009 | Jennifer's Body     | Roteirista e Produtora Executiva | | [ 2 ] |
| 2009 | Burlesque           | Roteirista                       | | [ 3 ] |
| 2011 | Young Adult         | Roteirista e Produtora           | | [ 4 ] |
| 2013 | The Evil Dead       | Roteirista não creditada         | |       |
| 2015 | Ricki and the Flash | Roteirista e Produtora           | |       |
| 2017 | Tully               | Roteirista                       | |       |

### Televisão
| Ano  | Série                   | Crédito/Papel                          | Notas                                 | Ref.  |
| ---- | ----------------------- | -------------------------------------- | ------------------------------------- | ----- |
| 2008 | Sunday Morning Shootout | Ela mesma                              | #5.13                                 | [ 5 ] |
| 2009 | United States of Tara   | Criadora, Produtora e Roteirista       | 2009 – 2011                           |       |
| 2009 | 90210                   | Ela mesma                              | "Okaeri, Donna!": #1.19               | [ 6 ] |
| 2010 | Childrens Hospital      | Roteirista                             | "Show Me on Montana": #2.10           | [ 7 ] |
| 2011 | Robot Chicken           | Ela mesma/Diana a Acrobáta/Martha Kent | "Catch Me If You Kangaroo Jack": #5.9 | [ 8 ] |